# Agrile du frêne

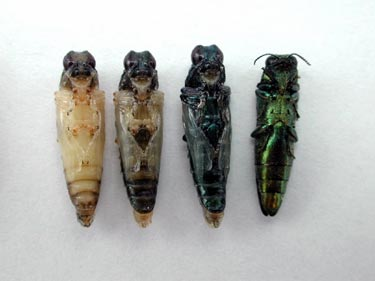
Pupes et adulte Agrilus planipennis (vue ventrale).

Espèce
L'agrile du frêne (Agrilus planipennis) est une espèce d'insectes coléoptères de la famille des Buprestidae, originaire d'Asie orientale tempérée (Extrême-Orient russe, Chine, Mongolie, Japon, Corée, Taïwan). Il se caractérise par une coloration vert métallique au stade adulte. Comme l'indique son nom vernaculaire, il réalise son cycle vital sur plusieurs espèces de frênes. 
Il a été introduit accidentellement en Amérique du Nord où il s'est répandu dans la majeure partie des forêts tempérées de l'Est, ravageant les espèces autochtones de frênes désormais gravement menacées, ce qui en fait une espèce exotique envahissante. Il a aussi été introduit en Europe de l'Est dans la région de Moscou et progresse actuellement vers l'Ouest, menaçant les frênes européens.
Cet insecte lignicole est un foreur du bois. Les larves vivent sous l’écorce des frênes et en consomment le phloème. Les larves forment ainsi plusieurs  galeries d’alimentation qui finissent par couper le système de transport des éléments nutritifs et de l'eau de l’arbre. C’est seulement après deux ou trois ans d'infestation continue, que la population augmente et qu’il est ainsi possible de réellement détecter l’infestation; peu de symptômes sont présents avant cela. Les infestations peuvent causer des dommages importants aux frênes et souvent la mort des arbres infestés.

## Identification
Le stade adulte de l’agrile du frêne (AF) est généralement facile à distinguer d'autres genres de buprestes de même couleur et forme. Les Agrilus sont généralement plus linéaires et cylindriques (longueur : <10-13 mm). Les spécimens typiques d’agrile du frêne sont métalliques, brillants et globalement de couleur vert émeraude, mais avec des reflets cuivrés ou rougeâtres au niveau du pronotum et des surfaces ventrales. Quelques rares spécimens d’AF sont entièrement rouge cuivré, entièrement bleu-vert, ou vert avec les élytres bleuâtres. C’est la seule espèce d’Agrilus en Amérique du Nord dont la surface dorsale de l'abdomen est rouge cuivré métallique. Cette surface est normalement noire, verte ou bleue chez les autres espèces nord-américaines d’Agrilus. L’AF possède aussi une crête longitudinale, appelée carène, au niveau du pygidium (dernier segment abdominal dorsal) se prolongeant au-delà de l’abdomen.

## Biologie

### Cycle de vie

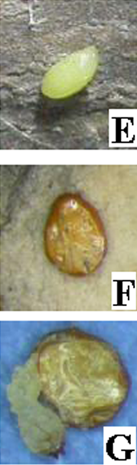
Œuf et larve d'Agrilus planipennis.

Le cycle de vie de l’agrile du frêne en Amérique du Nord se complète généralement en 1 ou 2 ans. Une fois matures, les femelles vont pondre entre 30 et 60 œufs sur ou sous la surface de l’écorce dans les fissures et les crevasses. Les œufs sont d’environ 1 mm de diamètre et changent graduellement de couleur, passant du blanc crème au brun rougeâtre à la suite de quelques jours. Après 2 à 3 semaines, les œufs éclosent et donnent des larves qui creusent des tunnels sinueux jusqu’au cambium et au phloème de l’arbre, où elles se nourrissent et causent de graves dommages. Quatre formes larvaires se succèdent au cours de l’été. Vers la fin de l’été, le dernier stade larvaire creuse une chambre dans l’aubier où ils hibernent jusqu’au printemps sous forme de prénymphes. Au printemps se produit la nymphose, c’est-à-dire la mue d’une larve en nymphe, suivie du développement de la nymphe en adulte. À maturité, les adultes se dirigent vers la sortie par les tunnels initiés par les larves. Les adultes émergent de l’écorce généralement entre mai et juin et produisent ainsi un trou de sortie en forme typique de « D » (2-3 mm de diamètre). Les adultes se nourrissent des feuilles de frênes pendant une semaine avant de s’accoupler, puis les femelles continuent de s’y nourrir pendant encore deux semaines avant l’ovoposition, c’est-à-dire avant la ponte des œufs,.

### Plantes hôtes
Les frênes (Fraxinus spp.) sont largement distribués à travers l’est des États-Unis et le sud-est canadien. Sur 20 espèces de frênes, l’agrile du frêne en infeste principalement quatre : le frêne noir (Fraxinus nigra), le frêne de Pennsylvanie ou frêne rouge (Fraxinus pennsylvanica), le frêne d'Amérique ou frêne blanc (Fraxinus americana) et le frêne bleu (Fraxinus quadrangulata). Lorsque deux espèces de frênes sont présentes en forêt, des études ont montré que Fraxinus pennsylvanica est davantage infesté par l’agrile du frêne que Fraxinus americana, et que Fraxinus americana l'est davantage que Fraxinus quadrangulata. Fraxinus quadrangulata semble être le moins préféré des quatre par l’agrile du frêne et le plus résistant, mais certains spécimens succombent tout de même à l’infestation. Aussi, les agriles du frêne adultes sont préférentiellement attirés par les frênes déjà stressés, généralement les plus petits pour ce qui est du diamètre,,. Occasionnellement, les femelles pondent leurs œufs sur d'autres arbres que les frênes, mais on a démontré que les larves n’y survivent pas.

## Introduction en Amérique du Nord
L'insecte a été mentionné pour la première fois en Amérique du Nord en 2002. Il a probablement été introduit accidentellement une dizaine d'années plus tôt. L’agrile du frêne a ensuite été détecté dans 15 États des États-Unis et dans deux provinces canadiennes. Plusieurs millions de frênes ont été dévastés provoquant de grands dégâts économiques et écologiques,.

## Impacts économiques et écologiques
L’agrile du frêne est un ravageur forestier très envahissant qui se propage sur de longues distances par le transport humain et qui a détruit plusieurs millions de frênes indigènes aux États-Unis. En moyenne, les gestionnaires fédéraux et étatiques des ressources naturelles des États-Unis dépensent 29,5 millions de dollars par an pour gérer les populations d’agrile du frêne. Entre 2009 et 2019 le coût de traitement, d’enlèvement et de remplacement de 37 millions de frênes infestés dans les milieux urbains et résidentiels dans 25 États américains a été évalué entre 10,7 et 25 milliards de dollars. Les frênes sont très importants pour le commerce forestier et les activités horticoles, mais fournissent aussi de la nourriture, une protection et un habitat à diverses espèces animales.  Leur destruction par l’agrile du frêne a un impact sur la composition et la dynamique forestière (augmentation des espèces envahissantes), la biodiversité et les processus écosystémiques.

## Signes et symptômes d'infestation

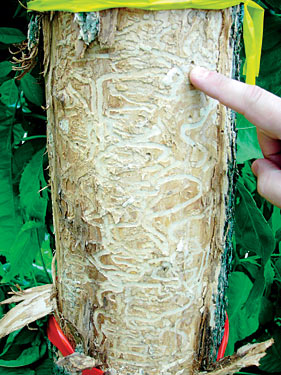
Galeries sinueuses creusées par les larves dAgrilus planippenis.

La détection précoce de l'agrile du frêne chez les arbres nouvellement infestés peut s’avérer très difficile puisque ceux-ci présentent peu ou pas de signes et symptômes externes visibles. Ces signes et symptômes sont apparents seulement après que la population d’AF a augmenté et donc que plusieurs générations se sont dispersées puisque la colonisation débute généralement au sommet des arbres et que leur cycle de vie est court. Les premiers symptômes qui apparaissent sont des fissures dans l’écorce et les branches, là où les larves se sont nourries et en dessous desquelles on peut observer les galeries sinueuses. Apparaissent ensuite de petits trous de sortie en forme de « D » sur l’écorce et d’autres trous beaucoup plus grands creusés par les pics, qui repèrent et mangent l’agrile du frêne. Les bords des feuilles sont entaillés par les agriles adultes qui s’y alimentent. Des pousses adventives (germinations épicormiques) apparaissent généralement sur le tronc lorsque les frênes sont en situation de stress. Puisque l’alimentation des larves d’AF dans le cambium et le phloème coupe la circulation des nutriments et de l’eau de l’arbre, les branches meurent et les feuilles jaunissent, fanent et tombent. On observe généralement une diminution de la canopée à partir de la cime des arbres vers le bas. La mort de l’arbre infesté intervient un à deux ans après le début de l’infestation chez les petits arbres et 3 à 5 ans après l’infestation chez les gros arbres en meilleure santé (> 10 cm de diamètre).

## Gestion
Puisque l’agrile du frêne continue de se propager, de nouvelles stratégies de gestion sont en cours d’élaboration dans le but de minimiser l’impact économique et écologique de ce ravageur. Des projets pilotes, tels que l'approche « SLAM » (Slow Ash Mortality, Ralentissement de la mortalité des frênes) lancée en 2008, sont mis sur pied afin de développer, mettre en œuvre et évaluer une stratégie intégrée pour localiser l’agrile du frêne dans les sites récents d’infestation. L'objectif du projet SLAM est de ralentir l'apparition et la progression de la mortalité de frêne en ralentissant la croissance des populations d'agriles. Plusieurs outils et activités de gestion aident à ralentir la propagation naturelle d'A. planipennis à l’intérieur et autour de la zone infestée.  Les mesures de lutte contre l’agrile du frêne incluent notamment la lutte biologique à l’aide de parasitoïdes et de prédateurs, la lutte chimique à l’aide d’insecticides, le contrôle du commerce forestier, etc.

### Lutte biologique

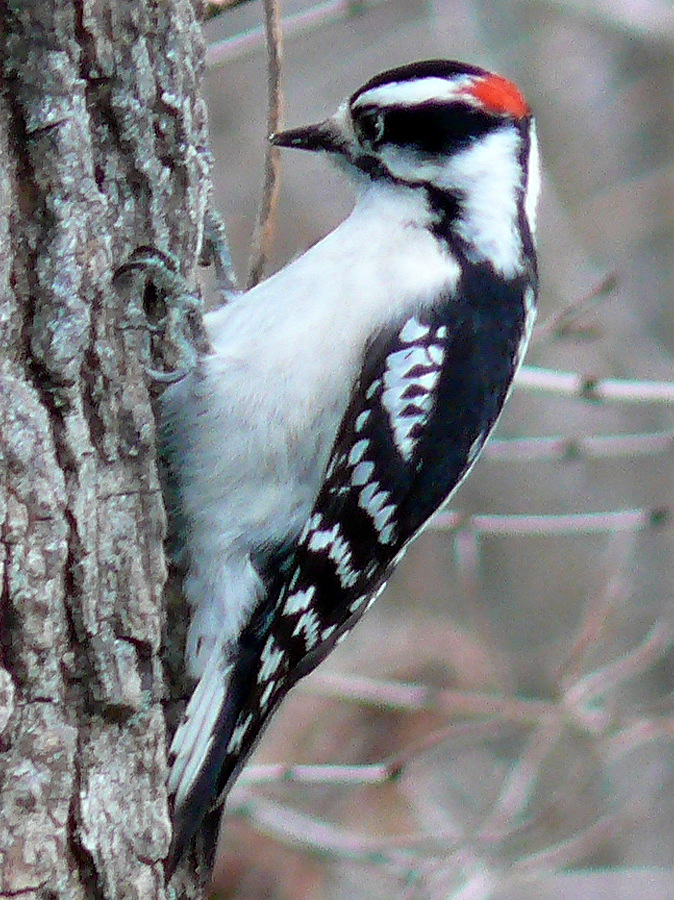
Un pic mineur, ennemi naturel de l'agrile du frêne.

La lutte biologique consiste à libérer des ennemis naturels spécifiques à un organisme nuisible pour contrôler les populations nuisibles dans une zone donnée.
On connaît trois espèces de guêpes parasitoïdes asiatiques (Spathius agrili, Tetrastichus planipennisi, Oobius agrili) qui ont démontré leur potentiel contre l'agrile du frêne en laboratoire (taux d'éradication entre 50 et 90 %). Ces parasitoïdes pondent leurs œufs directement dans les larves d’agrile du frêne où, une fois écloses, leurs larves se nourrissent et grandissent jusqu’à provoquer la mort de leur hôte. Leur efficacité et leur utilisation en nature sont encore à l’étude.
D’autres guêpes parasitoïdes indigènes d'Amérique du Nord (Atanycolus spp., Spathius floridanus, Phasgonophora sulcata, Cerceris fumipennis), ainsi que les pics et d'autres espèces d’oiseaux qui se nourrissent sur l’écorce des arbres, sont considérés comme des prédateurs naturels de l’agrile du frêne et sont utilisés dans la lutte biologique contre ce ravageur. Toutefois, ces ennemis naturels ne permettent pas d’éradiquer l’agrile du frêne et exercent un faible contrôle sur les populations,.
Au Québec, des pièges contenant le champignon Beauveria bassiana qui a la capacité de contaminer des insectes, dont l'agrile du frêne, sont testés et en cours d'homologation au début des années 2020,. Cette solution, ne permet probablement pas d'éradiquer l'insecte : à Candiac, jusqu'à 45 % des agriles sont contaminés durant un projet pilote visant à tester Beauveria bassiana en 2017 ; mais en 2022 la municipalité recense 1400 frênes infestés et doit en abattre 900.

### Lutte chimique

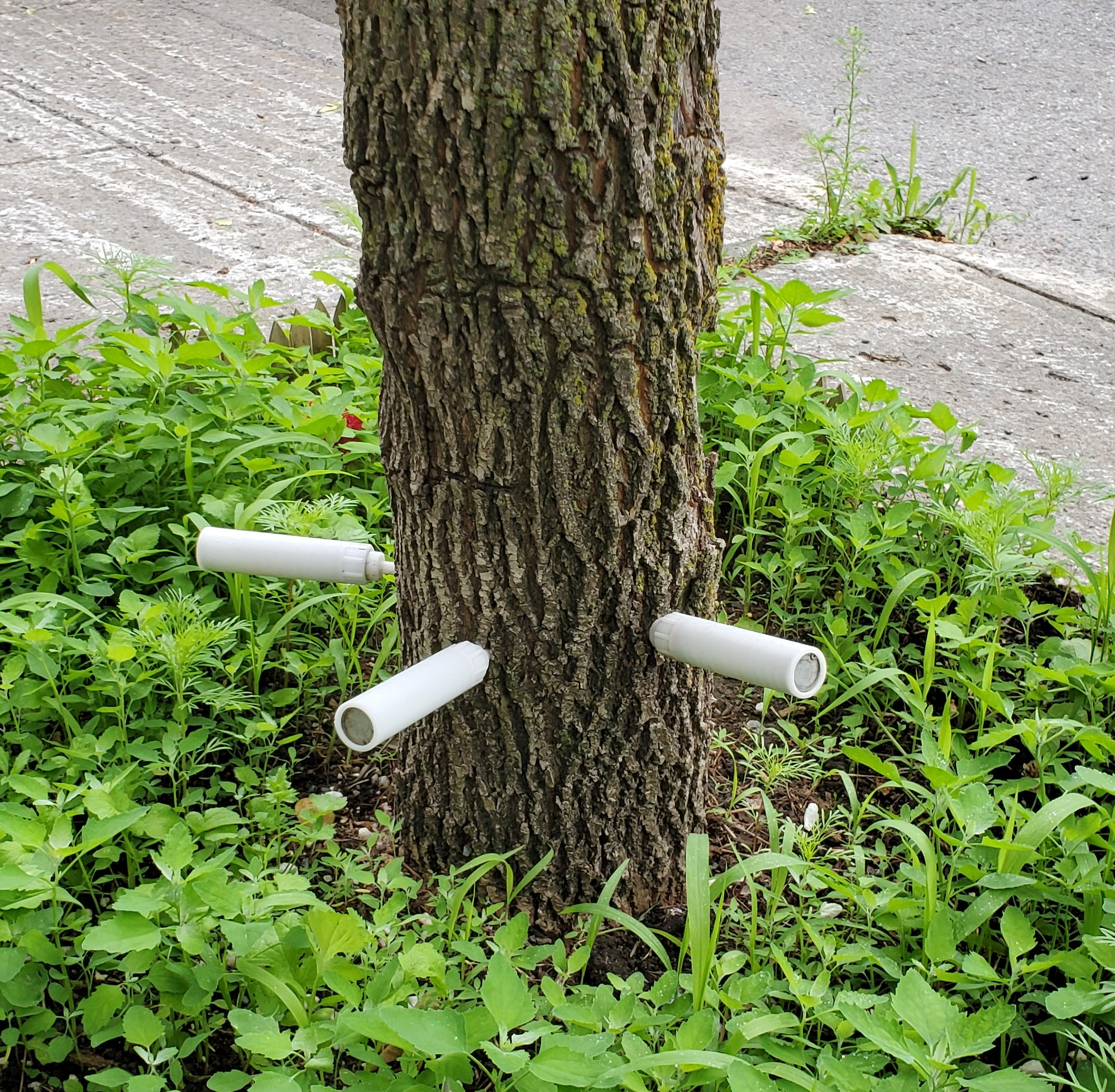
Traitement d'un frêne sur rue à Montréal avec le biopesticide TreeAzin

La lutte chimique contre l’agrile du frêne implique l’utilisation de plusieurs insecticides composés d'imidaclopride ou de benzoate d'émamectine ciblant les différents stades de vie de l’insecte. Au Canada, le biopesticide TreeAzin est homologué en 2012 est utilisé par les municipalités de ce pays pour lutter contre les infestations d'agrile du frêne. Les insecticides peuvent être appliqués au sol au niveau des racines ou injectés dans le tronc des arbres afin de cibler les différents stades juvéniles. Ils peuvent aussi être pulvérisés sur les feuilles, les branches ou le tronc des arbres afin de cibler le stade adulte. Toutefois, les insecticides ne sont pas la meilleure solution puisque l’on connait peu les effets non ciblés de ceux-ci et qu’il a été constaté que l’imidaclopride, par exemple, entraîne la mortalité de décomposeurs aquatiques,.

### Contrôle des arbres infestés et du commerce forestier
En réponse à la menace posée par l'agrile du frêne, les organismes fédéraux, étatiques et provinciaux imposent des quarantaines afin de restreindre le transport de frênes provenant de comtés infestés, mènent des enquêtes afin de détecter de nouvelles infestations, et soutiennent la recherche sur la biologie et la gestion de l'agrile du frêne. Par exemple, des techniques sont en cours d’élaboration afin d’éliminer l’agrile du frêne du bois de chauffage commercial. Des études ont démontré qu’il y a réduction de l’émergence des agriles du frêne lorsque les arbres utilisés pour le bois de chauffage sont coupés et stockés tôt au cours du développement larvaire (juillet/août)[réf. nécessaire]. Une autre étude a montré que la mortalité des frênes est plus rapide lorsque leur densité est faible dans un milieu donné et que les arbres plus petits et plus stressés sont préférentiellement attaqués par l’agrile du frêne[réf. nécessaire]. Afin de contrôler les populations d’agrile du frêne, il est donc préférable et raisonnable d’éviter les coupes trop importantes de frênes dans une région infestée et d’enlever au départ uniquement les arbres qui sont en déclin puis, les prochaines années, d'enlever les autres arbres en meilleure santé si l’infestation se poursuit.
Il est très important d’effectuer un suivi et d’évaluer régulièrement l’état d’infestation de l’agrile du frêne et ses effets sur les populations de frênes. Il existe plusieurs procédures d’évaluation, dont l’utilisation de parcelles de surveillance et de pièges collants/odorants,,.  

#### Parcelles de surveillance
Il est recommandé d’instaurer trois parcelles de surveillance dans une forêt et d’en faire le suivi : estimer la densité de canopée des arbres (analyse et inventaire forestier), compter les trous de sortie en forme de « D » et les attaques par les pics, etc. L’analyse des parcelles de surveillance permet de déterminer l’état de santé des frênes, la gravité des symptômes provoqués par l’agrile du frêne et la composition des espèces de frênes.    

#### Pièges collants

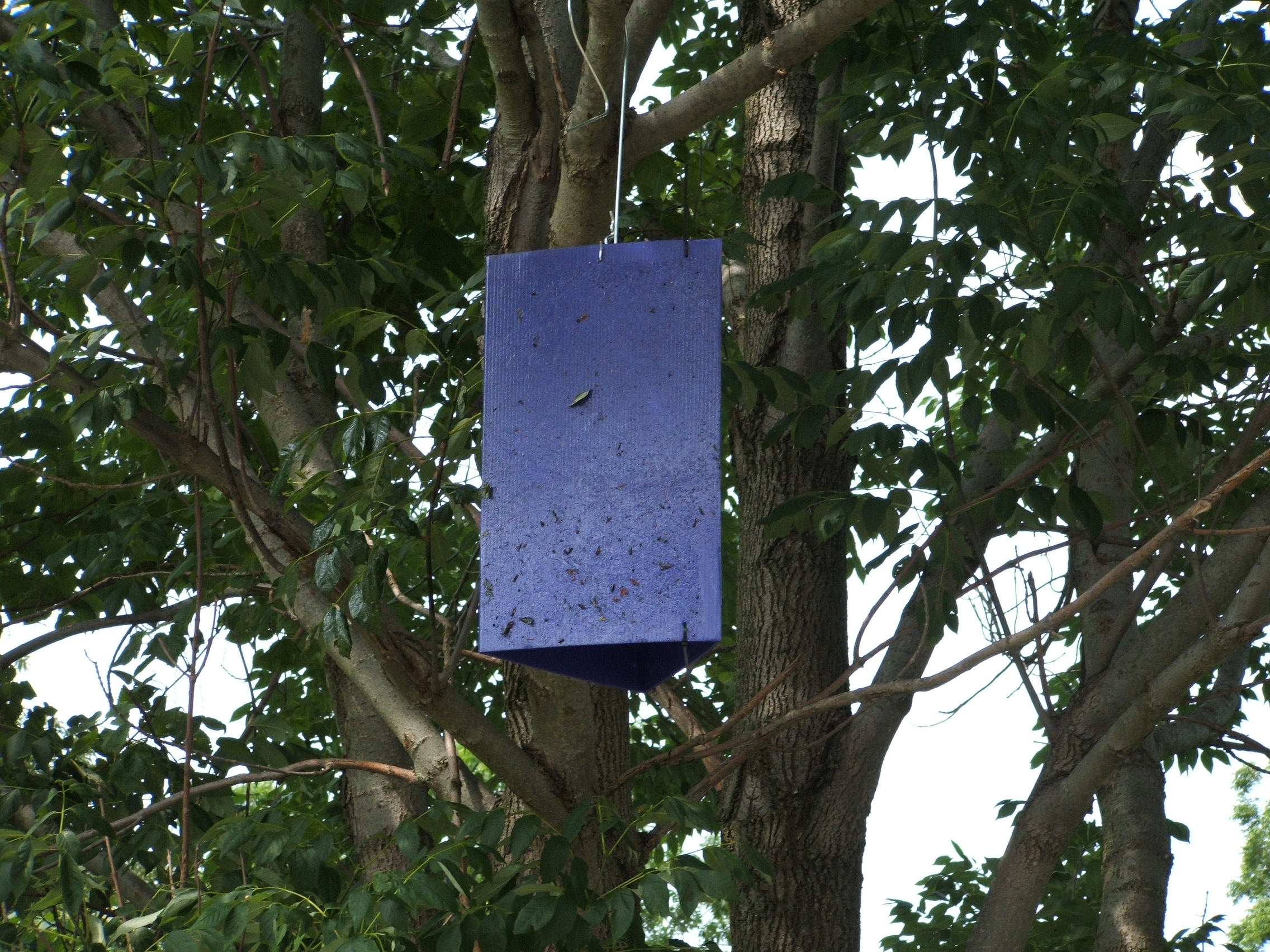
Piège collant mauve à agrile du frêne

La présence d’agrile du frêne est difficile à déceler tôt dans le processus d’infestation. Actuellement, la meilleure façon de détecter l’agrile du frêne avant l’apparition des symptômes visuels externes est de piéger les adultes à l’aide de pièges collants mauves en forme de prisme triangulaire contenant un appât[réf. nécessaire]. L’appât contient des composés volatils (huile de manuka et (Z)-3-hexenol) qui sont également retrouvés sur l’écorce des frênes. Il a aussi été démontré que la couleur mauve du piège attire davantage les agriles du frêne[réf. nécessaire]. Il est suggéré que chaque année en mai quatre pièges par parcelles de surveillance soient accrochés sur les frênes de plus de 10 cm de diamètre, de préférence le long de la lisière de la forêt ou dans un espace ouvert à proximité d’un boisé de frênes,,.

### Organismes de quarantaine
En Suisse, cet agrile menace le frêne commun (Fraxinus excelsior). Il est inclus dans la liste des organismes de quarantaine. La population est appelée à signaler les insectes ou les arbres dépérissants.